# Callisia multiflora
Callisia multiflora är en himmelsblomsväxtart som först beskrevs av Martin Martens och Henri Guillaume Galeotti, och fick sitt nu gällande namn av Paul Carpenter Standley. Callisia multiflora ingår i släktet sköldpaddstuvor, och familjen himmelsblomsväxter. Inga underarter finns listade.